# Nematocryptus notialis
Nematocryptus notialis är en stekelart som beskrevs av Jonathan 1969. Nematocryptus notialis ingår i släktet Nematocryptus och familjen brokparasitsteklar. Inga underarter finns listade i Catalogue of Life.